# Les autres
Les autres es una película francesa estrenada en París el 19 de febrero de 1975 dirigida por Hugo Santiago Muchnick con libreto escrito originalmente en francés en colaboración por el director, Jorge Luis Borges y Adolfo Bioy Casares y fotografía de Ricardo Aronovich. Los actores principales son Maurice Born, Noëlle Chatelet y Patrice Dally. 

## Sinopsis
Spinoza trata de descubrir las causas por las cuales su hijo se suicidó. Encuentra un escrito que había dejado su hijo y también a su novia y a quien era rival de su hijo en sus afectos. Spinoza se convierte en su amante y cuando aparece asesinada es acusado de su muerte. Para ilustrar cómo diferentes personas tienen impresiones contradictorias de la persona que ha sido importante en sus vidas, el papel del padre es interpretado en cada caso por actores completamente diferentes.

## Reparto
- Maurice Born ...  Durtain
- Noëlle Chatelet ...  Valérie
- Patrice Dally ...  Roger Spinoza
- Pierrette Destanque ...  Agnès
- Bruno Devoldère ...  Mathieu Spinoza
- Dominique Guezenec ...  Béatrice Alain
- Pierre Julien ...  M. Marcel
- Marc Monnet ...  Vidal
- Roger Planchon ...  Alexis Artaxerxès
- Jean-Daniel Pollet ...  Adam
- Daniel Vignat ...  Lucien Moreau

## Crítica
Las películas de Santiago están profundamente influenciadas por la narrativa fantástica de Borges y de Bioy Casares, quienes colaboraron en los libretos de sus dos primeros largometrajes, Invasión y Les autres. El fantástico sonoro; las bandas de sonido de las películas de este director muestran también esta influencia: ruidos inidentificables o desfasados, alaridos, chirridos, gritos de pájaros, jadeos, que hacen de la ciudad una jungla inquietante que solamente a música puede aplacar. 
Sus películas participan activamente del cine de la modernidad, por su distanciamiento, su sustracción a la identificación, al realismo y a la narración clásica y por la búsqueda constante de cuestiones de nuestro tiempo, principalmente políticas: el coraje y la declinación del romanticismo revolucionario (Invasión), la subjetividad múltiple (Les autres), lo masculino y lo femenino (Écoute voir...), el exilio como estado del pensamiento (Les trottoirs de Saturne), la necesidad de asumir el pasado (Le loup de la côte ouest). 
Asimismo esta misma modernidad se caracteriza por la extraordinaria flexibilidad de sus invenciones formales y su capacidad de renovarse. Ninguna rigidez dogmática, ninguna ruptura brutal con el pasado, sino un ir y venir entre lo viejo y lo nuevo. 
Si es peculiar su juego con los géneros, también lo es respecto del sonido y, más precisamente, sobre el desacople entre el sonido y la imagen, a veces apenas perceptible, siempre significativo.
Hay una dimensión didáctica en el cine de Santiago, respecto de él mismo y del cine del pasado: nos hace reaprender a ver y escuchar las películas.
Entre 1986 y 2001, Hugo Santiago filmó nueve películas para la televisión francesa; los cinco primeros están basadas en obras musicales o teatrales, incluyendo a Electra y Galileo de Antoine Vitez, La fable des continents de Georges Aperghis; los cuatro siguientes son documentales, Christophe Coin el músico, Maurice Blanchot, Maria Bethânia. Son películas tan importantes como los filmes para el cine, sin duda más didácticos (en el buen sentido de la palabra) y por tanto más esclarecedores pero también más libres aún, más íntimos, más abiertamente poéticos.

## Premios y nominaciones
Por esta película Hugo Santiago Muchnik fue nominado a la Palma de Oro como mejor director en el Festival Internacional de Cine de Cannes de 1974.